# Marstal Kirke

Marstal kirke Ærø er opført i 1738. Før den tid benyttedes Rise Kirke. Kirkens tværskib er fra 1772 og tårnet fra 1920. 7 kirkeskibe vidner om byens tilknytning til havet og søfartens udvikling fra 1700-tallets jagt til vor tids coaster. Middelalderdøbefonten er opstillet 1870, stammer fra Tranderup Kirke og afløste en transportabel font på en trefod af træ. De blå bænke symboliserer havet og evigheden, mens den røde farve på alter og prædikestol minder om Jesu blod og kjortel og er samtidig kærlighedens farve. Altertavlen er malet af marine- og grønlandsmaler Jens Erik Carl Rasmussen i 1881 og forestiller Jesus, der stilner stormen på Genesaret Sø. På den nu nedlagte kirkegård findes gamle gravstene samt mindeplade for de omkomne marstalske søfolk i de to verdenskrige. Kirkegården er flyttet uden for byen 1896 på grund af pladsmangel. Kirken er forsynet med et Frobeniusorgel fra 1973 og udbygget 1995 til i alt 16 stemmer .